# Irais
Irais é uma comuna francesa na região administrativa da Nova Aquitânia, no departamento de Deux-Sèvres. Estende-se por uma área de 13,5 km². Em 2010 a comuna tinha 211 habitantes (densidade: 15,6 hab./km²).